# Philippe Farine
Pour les articles homonymes, voir Farine (homonymie).
Philippe Farine, né le 1er mai 1917 à Marseille, décédé le 21 novembre 2006 à Paris, est un homme politique français, député des Basses-Alpes de 1946 à 1951, conseiller de Paris et membre du Haut Conseil à l’intégration (HCI).

## Catholique engagé
Philippe Farine est d'abord un chrétien militant. Pendant sa jeunesse, il adhère à la Jeunesse étudiante chrétienne (JEC), et est de 1935 à 1938 dirigeant du mouvement Cœurs vaillants. Il milite enfin au Comité catholique contre la faim et pour le développement (CCFD-Terre Solidaire), dont il est secrétaire général de 1961 à 1968, puis président de 1968 à 1977. Il est le premier laïc à ce poste, succédant au Père Jacques Ménager. Il participe également aux travaux de la Commission « Justice et Paix », l’organe de l’épiscopat français chargé des questions de solidarité et de justice internationale.

## Le combattant
Au début de la Seconde Guerre mondiale, il se distingue par son attitude lors de la bataille de France, qui lui vaut d'être décoré de la Légion d'honneur au front. Mais il est emprisonné en Allemagne pendant cinq ans dans un oflag, au cours desquelles il tente malgré tout à de nombreuses reprises de s'évader. Il reçoit la croix de guerre 1939-1945.

## Parcours politique
En politique, il s'engage d'abord au sein du Mouvement républicain populaire (MRP) sous l'étiquette duquel il est député des Basses-Alpes (aujourd'hui Alpes-de-Haute-Provence) de 1946 à 1951. Il est alors le benjamin de l'Assemblée nationale . En 1974, avec d'autres membres de « l'aile gauche » du MRP, il rejoint le Parti socialiste et est élu conseiller municipal dans le 12e arrondissement de Paris de 1983 à 1989 puis de 1993 à 1995. 

## Militant de l’intégration
Attentif aux difficultés rencontrées par la population immigrée - en particulier ceux vivant, dans son arrondissement, aux abords de la gare de Lyon (par exemple dans l'insalubre îlot Chalon, aujourd'hui disparu) - Philippe Farine s’investit dans les politiques d’intégration, avec notamment la création en 1987 de l'association Génériques consacrée à l’analyse des phénomènes migratoires. De 1990 à 1997, il est membre du Haut Conseil à l’intégration (HCI),. En 2001, à la demande du nouveau maire de Paris Bertrand Delanoë, il préside un comité de pilotage destiné à mettre en place le « Conseil de la citoyenneté des parisiens non communautaires ».

## Distinctions et hommages
Philippe Farine est Officier de la Légion d'honneur et titulaire de la Croix de Guerre 1939-1945. 
La section du Parti socialiste du 12e arrondissement de Paris porte aujourd'hui son nom  et l’on inaugure le 11 février 2014 un square Philippe-Farine situé dans ce même 12e arrondissement.